# Kornarpssjön
Kornarpssjön är en sjö i Falkenbergs kommun i Halland och ingår i Ätrans huvudavrinningsområde. Sjön har en area på 0,0613 kvadratkilometer och ligger 103,9 meter över havet.

## Delavrinningsområde
Kornarpssjön ingår i det delavrinningsområde (633623-132700) som SMHI kallar för Nedlagd mätstation. Medelhöjden är 135 meter över havet och ytan är 17,08 kvadratkilometer. Räknas de 94 avrinningsområdena uppströms in blir den ackumulerade arean 2 427,3 kvadratkilometer. Avrinningsområdets utflöde Ätran mynnar i havet. Avrinningsområdet består mestadels av skog (79 procent). Avrinningsområdet har 0,51 kvadratkilometer vattenytor vilket ger det en sjöprocent på 3 procent. Bebyggelsen i området täcker en yta av 0,31 kvadratkilometer eller 2 procent av avrinningsområdet.